# 日本蝠鲼
日本蝠魟（学名：Mobula japanica），又名日本蝠鱝、飛魴仔、鷹魴，为蝠鱝科蝠鱝屬下的一个种。分布于日本、朝鲜、夏威夷群岛以及南海、东海等海域。该物种的模式产地在日本。